# Pseudorlaya
Genre
Synonymes
- Daucus sect. Pseudorlaya Murb.[2]

Pseudorlaya est un genre de plantes à fleurs annuelles de la famille des Apiaceae et de la sous-famille des Apioideae. Toutes les espèces décrites dans ce genre sont endémiques des rives de la Méditerranée.

## Taxonomie
Le genre est décrit et nommé par le botaniste suédois Svante Samuel Murbeck en 1897. Le nom Pseudorlaya se compose de pseudo « faux » et Orlaya, un genre de la même famille, dédié à Johann Orlay de l’académie de médecine de Moscou en 1814.

## Systématique
Il est communément admis que le genre comprend deux espèces de plantes annuelles, Pseudorlaya pumila (L.) Grande et Pseudorlaya minuscula (Pau ex Font Quer) Laínz, qui sont morphologiquement très proches l'une de l'autre. Pseudorlaya est censé différer du genre Daucus par ses deux rangées d'aiguillons au lieu d'une sur les crêtes secondaires du fruit ; cependant, ce caractère est variable chez P. pumila. Des analyses moléculaires ont confirmé la relation étroite entre les deux espèces et ont indiqué à l'unanimité que ce genre est inclus dans le genre Daucus. Par conséquent, il est soit considéré comme un genre à part entière,,, soit comme un synonyme de Daucus,,. Les noms de ces espèces dans le genre Daucus sont donc respectivement Daucus pumilus (L.) Hoffmanns. & Link et Daucus minusculus Pau ex Font Quer.

## Description

### Appareil végétatif
Ce sont des plantes annuelles de petite taille à tiges nombreuses. Les feuilles sont 2-3 pennatiséquées, hispides, à segments ultimes pennatifides, incisés-dentés. 

### Appareil reproducteur
Les ombelles sont composées, opposées aux feuilles, à bractées divisées et rayons souvent inégaux et ombellules à bractéoles entières. Les fleurs sont blanches, jaunâtres, rosées ou pourpres régulières ou légèrement rayonnantes, à pétales glabres ou velus, sépales à dents triangulaires inférieures à 1 mm. Les fruits sont ellipsoïdes, aplatis, à styles courts ; les méricarpes sont à côtes primaires filiformes hispides de poils courts, fins, les secondaires (valléculaires et marginales) à 2–3 rangs d'épines glochidiées, droites, à base élargie.

### Distinction entre les espèces
P. pumila (L.) Grande et P. minuscula (Pau ex Font i Quer) Laínz présentent tous deux une très grande variabilité infraspécifique. Les deux espèces se distinguent par la taille de leurs fruits, et par la nature des aiguillons sur la crête secondaire ou valvulaire. Cependant, la taille des fruits est très variable et ne peut être utilisée de façon certaine pour la détermination. 
Ainsi, P. minuscula possède des épines étroites et nourricières, qui ne sont pas manifestement élargies à la base, contrairement à P. pumila. La longueur des épines semble être extraordinairement variable chez P. pumila, ce qui ajoute sans doute à la confusion. P. minuscula a des épines fines et abondantes (30-40 par crête), lisses, plus ou moins égales à la largeur du méricarpe. 
Sáenz de Rivas a décrit en Tunisie une nouvelle espèce sous le nom P. biseriata (Murb.) Sáenz, mais il s'agissait en fait de P. minuscula.
Elle a également décrit une forme, P. pumila f. breviaculeata (Boiss.) Sáenz, du fait de ses très courtes épines valvulaires. Cependant, il existe une variante à fruits plus petits (de dimensions 5 × 3 mm) avec des épines courtes (beaucoup moins que la largeur du méricarpe) et fortement tuberculeuses que Sáenz de Rivas désigne sous le nom de P. punzila f. microcarpa (Loret & Barrandon) Sáenz. Toutefois, il s'agirait là d'un phénomène clairement distinct, tant sur le plan chimique que morphologique. Cette variante semble correspondre à P. minuscula, mais elle est clairement très différente du spécimen type. Elle a également été décrite comme étant P. pycnacantha par Harald Lindberg à partir des collections qu'il avait faites à Casablanca. Elle n'est connue qu'au Portugal et au Maroc où elle est très répandue.

## Liste des espèces
Cinq espèces en tout ont été classées dans ce genre :
- Pseudorlaya biseriata (Murb.) Sáenz de Rivas
- Pseudorlaya maritima (L.) Murb.
- Pseudorlaya minuscula (Pau ex Font Quer) M.Laínz
- Pseudorlaya pumila (L.) Grande
  - Pseudorlaya pumila f. breviaculeata (Boiss.) Sáenz de Rivas
  - Pseudorlaya pumila var. microcarpa (Loret & Barrandon) Reduron
  - Pseudorlaya pumila subsp. microcarpa (Loret & Barrandon) M.Laínz
  - Pseudorlaya pumila f. microcarpa (Loret & Barrandon) Sáenz de Rivas
- Pseudorlaya pycnacantha H.Lindb.